# كوكوما (فلم)
كوكوما (بالإنجليزية: Kokomma)، هُو فيلم دراما نيجيري صدر سنة 2012 وأخرجه توم روبسون. الفيلم من بطولة بليندا إيفا وإيني إيكبي وإيكيري نكانغا.

## طاقم التمثيل
- بليندا إيفا.
- إيني إيكبي.
- إيكيري نكانغا.
- إيفياني كالو.

## وصلات خارجية
- مقالات تستعمل روابط فنية بلا صلة مع ويكي بيانات